# Bílý Kámen
Bílý Kámen település Csehországban, a Jihlavai járásban. Bílý Kámen Smrčná, Hybrálec, Plandry, Vyskytná nad Jihlavou és Větrný Jeníkov településekkel határos. Lakosainak száma 300 fő (2024. január 1.).

## Népesség
A település lakosságának változását az alábbi diagram mutatja:
| Lakosok száma | 147  | 191  | 210  | 106  | 110  | 151  | 280  | 283  | 292  | 300  |
|               | 1869 | 1890 | 1921 | 1950 | 1980 | 2001 | 2017 | 2019 | 2022 | 2024 |